# Ma’arrat an-Numan (poddystrykt)
Ma’arrat an-Numan – jedna z 6 jednostek administracyjnych trzeciego rzędu (nahijja) dystryktu Ma’arrat an-Numan w muhafazie Idlib w Syrii.
W 2004 roku poddystrykt zamieszkiwało 149 834 osób.